# Wasserscheibenschießen
Beim Wasserscheibenschießen handelt es sich um eine Schießsportart, bei der nicht direkt die Zielscheibe anvisiert wird, sondern deren Spiegelbild auf einer ruhigen Wasseroberfläche. Auch das Projektil wird an der Wasseroberfläche reflektiert, um ins Ziel zu gelangen.
Diese Sportart wird in Österreich am Prebersee, am Schattensee und in Lunz am See am Großauer Teich ausgeführt. Die von der Wasseroberfläche abprallende Kugel muss die über dem Wasser hängende Kartonscheibe treffen. Wasser verhält sich bei hohen Geschwindigkeiten und flachem Aufprallwinkel des Geschosses wie ein fester Körper, das Projektil wird im gleichen Winkel reflektiert. Von einem Ufer des spiegelblanken Sees wird auf das Spiegelbild der am anderen Ufer aufgestellten Zielscheibe geschossen. Das Preberseeschießen findet jährlich im August am Prebersee statt. Die Schussdistanz beträgt am Prebersee ungefähr 120 m. Die Distanz am Schattensee beträgt 107 Meter und der Scheibenmittelpunkt befindet sich 50 cm über dem Wasserspiegel. Beim Lunzer Wasserschießen beträgt die Schießdistanz 80 Meter, geschossen wird mit Kleinkalibergewehren.

## Bildergalerie

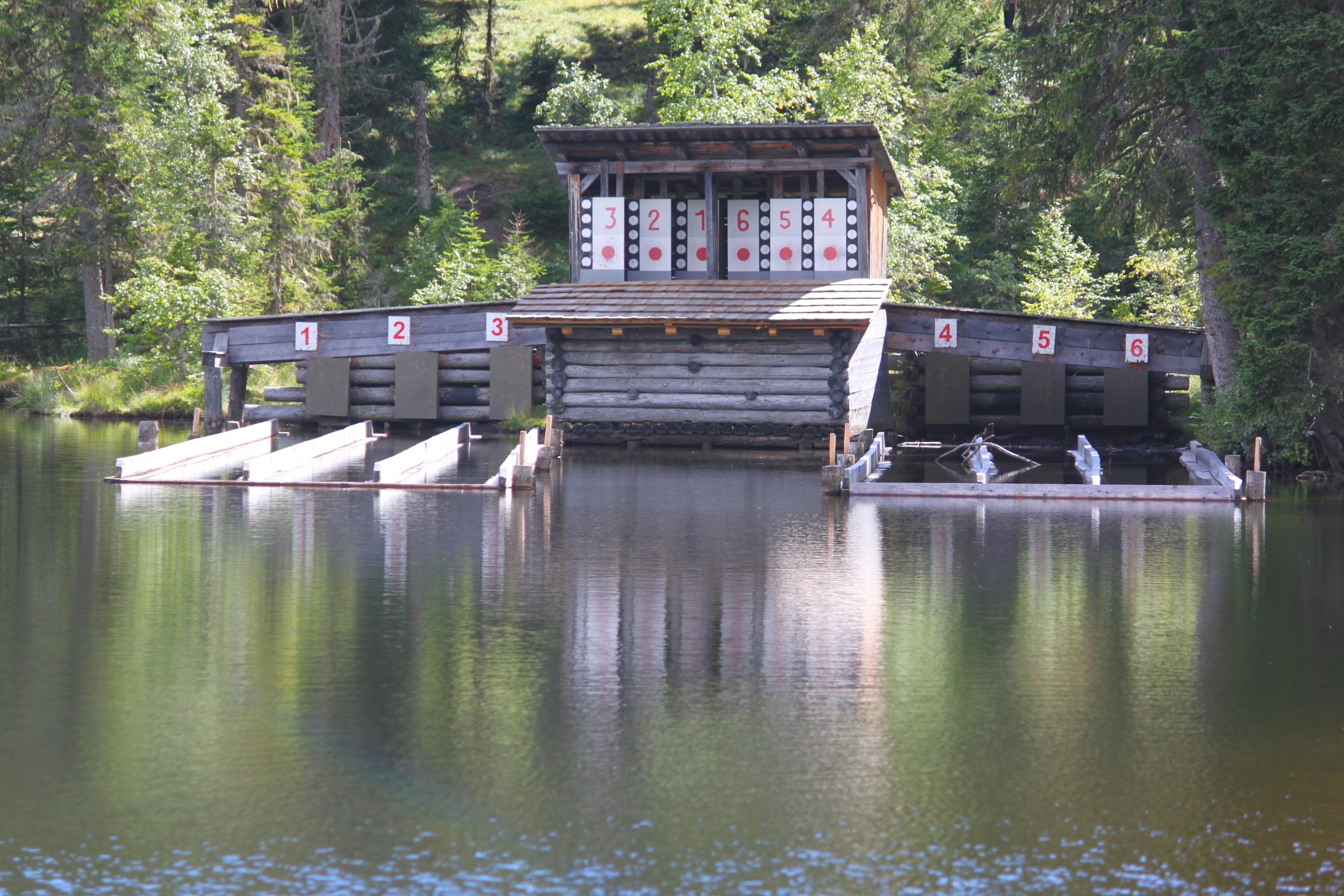
Schießscheiben am Prebersee
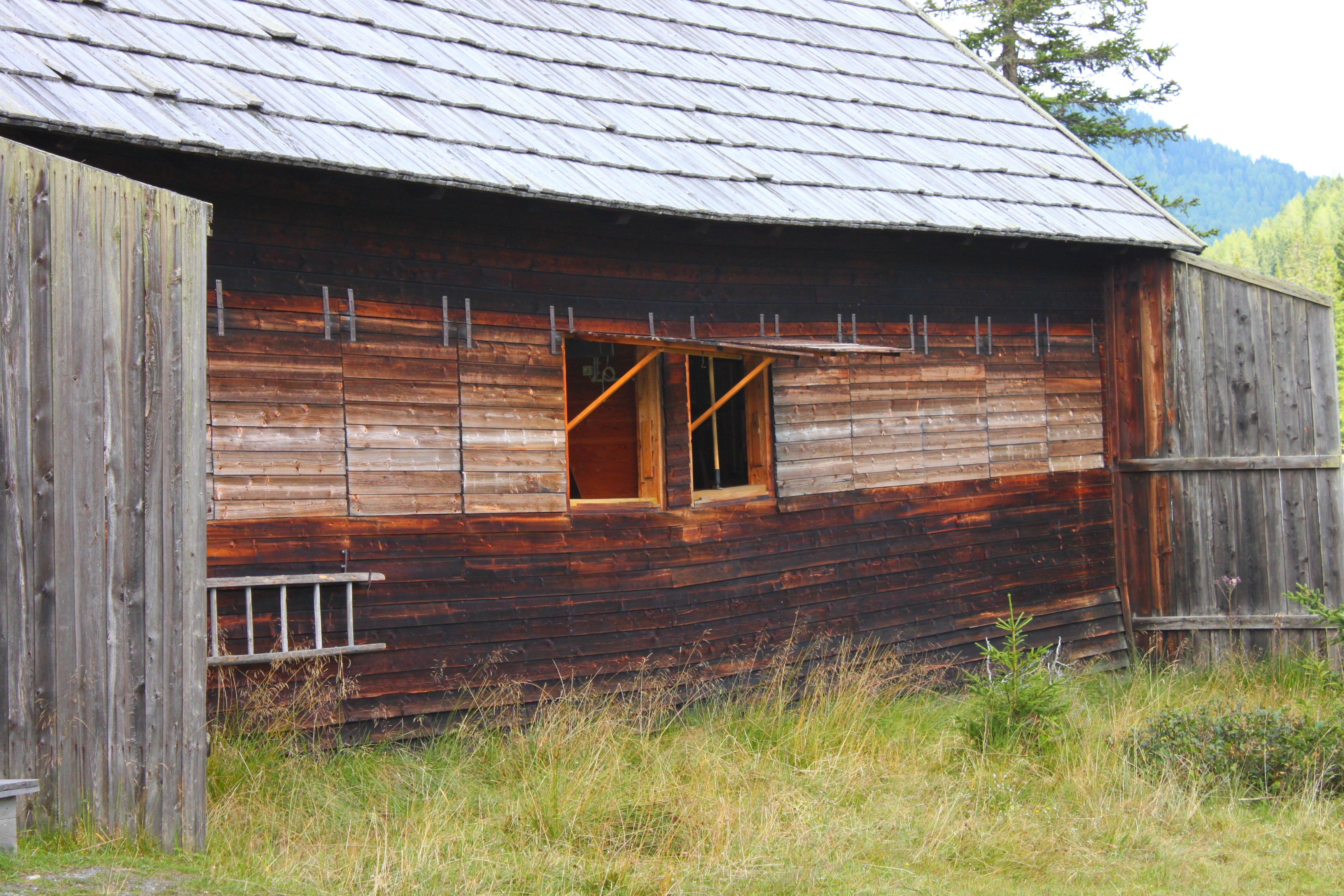
Schießstand am Prebersee
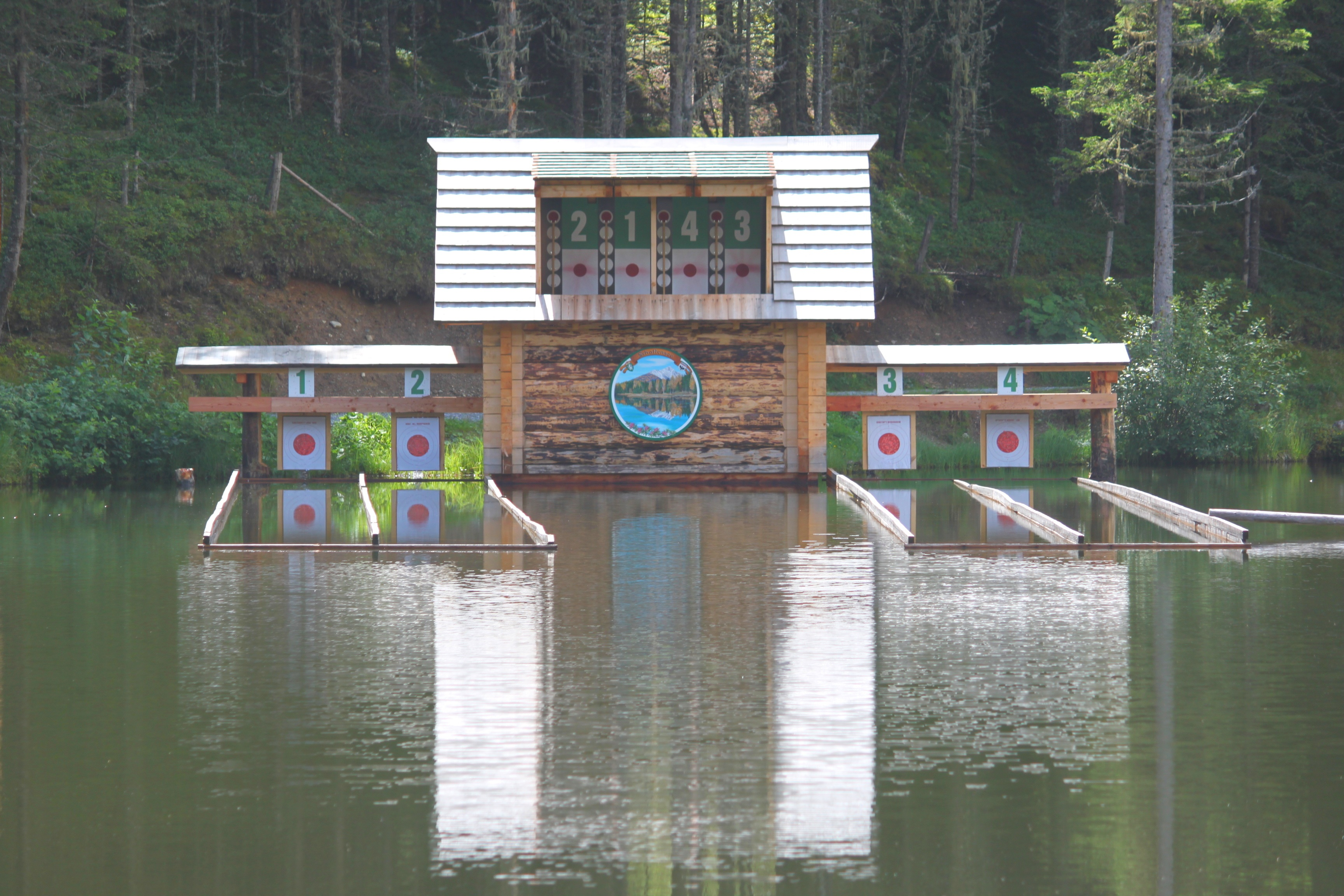
Schießscheiben am Schattensee